# NLRP2
NLRP2‏ (NLR family pyrin domain containing 2) هوَ بروتين يُشَفر بواسطة جين NLRP2 في الإنسان.